# 天山の巫女ソニン
『天山の巫女ソニン』（てんざんのみこそにん）は、菅野雪虫による日本の児童文学。講談社より2006年6月から2013年2月まで刊行された。第46回講談社児童文学新人賞（受賞時のタイトルは『ソニンと燕になった王子』）、第40回日本児童文学者協会新人賞をそれぞれ受賞している。
「Palcy」にて都月七弥の作画によるコミカライズが『天山の巫女ソニン～落ちこぼれの巫女が王宮に入って国を救った上に王子たちに愛されてます～』のタイトルで2022年3月から2023年6月まで配信された。

## あらすじ
第1巻「黄金の燕」
大陸から南に突き出た半島に存在する3つの国。そのうちの1つである沙維国の北部には「天山」と呼ばれる高山がそびえ、そこには「夢見」という特殊な能力を持つ巫女たちが住んでいた。天山の巫女たちは幼少の頃に生みの親から引き取られ、下界と切り離されたこの地で、夢見の能力のほか、さまざまな知識と学問を授けられながら、俗世の人とは異なる存在として育てられるのだった。
主人公の少女ソニンもそうした1人であったが、12歳になっても夢見の能力が思うように使えなかったことから「見込み違い」とされ、下界にある実家に戻されることとなった。天山とはまったく異なる下界の様子に戸惑いつつも、ソニンは両親と姉に温かく迎えられ、庶民の子として慎ましく生きようとしていた。ところが、しばらくして沙維国の王子一行が村に立ち寄り、ソニンは偶然知り合った末の王子イウォルの侍女として召し抱えられることになった。
第2巻「海の孔雀」
沙維と隣国江南との間で外交問題が生じる中、ソニンの主のイウォル王子は宮廷での発言権も活躍の場も与えられず、鬱屈した日々を送っていた。そのような中、イウォルは江南の第2王子クワンから江南への留学を熱心に誘われた。クワンの華やかな人柄に強く惹かれていたイウォルは喜んで江南に行くことにしたが、同行するソニンはクワンの誘いに何か裏があるのではないかという不安をぬぐえなかった。
江南にやって来たソニンたちは、前年戦火に見舞われ、その傷跡に苦しむ貧しい人々の暮らしと、以前のままに見事に復興された王宮の様子のあまりの違いに驚き当惑する。そして楽園のような王宮の世界の中、ソニンが訪れたクワン王子の住まいは、派手な外見からは想像もつかないようなひっそりとしたものであった。そこでクワンの妹リアン王女と知り合ったソニンは、クワンの複雑な出自と彼の中に潜む暗い影を知ることになる。
第3巻「朱烏の星」
ある夜ソニンは夢の中で草原の中にうち捨てられた建物を見た。普通の民家などとは異なるその様子が少し気になったが、行くことのない場所だと思い直して、すぐに考えるのをやめてしまった。
しばらくして沙維に住む「森の民」が巨山に捕らえられるという事件が起きた。捕らえられたのがイウォル王子の乳母の一族であったことから、彼らの解放と国交回復の交渉のため、イウォルとソニンは「狼殺しの王」と呼ばれる巨山王のもとに赴くこととなった。巨山の王都を目にしたソニンたちは、その圧倒的な技術力と国力の高さに驚かされる。さらに巨山王の気さくな人柄や豊かな生活を送る民衆の様子を見て、それまでの先入観を覆される思いであった。
王宮の中で黒曜石作りの見事な星図を見つけたソニンは、そこで偶然にも巨山王の一人娘のイェラ王女と出会う。次の日ソニンを自室に呼んで、天山の様子を熱心に尋ねるイェラだが、話題が星に及ぶと突然態度を一変させ、その唐突さにソニンは困惑する。翌日城の外に馬で遠乗りに出たソニンは、焼け落ちた天文台の話を聞き、そこに行ってみることにした。その天文台はソニンが夢で見たあの建物であった。
第4巻「夢の白鷺」
江南のクワン王子が再び沙維を訪れ、人々の話題をさらう中、ソニンはクワンの側近セオの存在に気づき驚く。ソニンが前年巨山で雪崩に巻き込まれた時、救い出してくれた謎の人物は彼だったのだ。クワンに再会したソニンは、彼から妹のリアン王女が会いたがっている話を聞かされる。ソニンはイウォル王子の許可を得ると再び江南に行き、しばらくの間リアンの世話をすることになった。ところが滞在中に突然の大嵐が江南を襲い、未曾有の被害に直面することになる。
江南の大災害の知らせを受けた沙維は、救援のため急遽イウォル王子を派遣する。イウォルの到着とほぼ同時に、敵国巨山から江南に無償で大量の食料と薬を援助するという申し出が伝えられた。さらに巨山のイェラ王女が使節を率いて江南にやって来た。イェラの美貌と巨山からの多大な援助は、江南の人々の心をたちどころにつかんでしまった。しかしその友好的な雰囲気の裏には、江南に対する辛辣な策謀が隠されていた。
第5巻「大地の翼」
巨山のイェラ王女が沙維を訪問することとなった。パロル王をはじめ沙維は彼女の意図が読めず困惑するが、実際に訪れたイェラは以前よりもさらに美しく友好的な態度で人々に接し、王宮のみならず民衆までもが彼女に好感を持つようになる。ところが最後の宴の席で突如イェラは打って変わって沙維の王子たちを嘲弄し、ソニンに巨山王が戦の準備をしていることを密かに告げて立ち去るのだった。一方江南では、巨山との連合が急速に進められていた。そしてクワン王子らの反対を押し切り、巨山の沙維侵略を援助する決定が下されてしまった。
イェラ、クワンそして天山からの警告により、巨山との戦に備える沙維。ついに巨山が沙維に兵を向け、江南までもが参戦するなど、事態は悪化の一途をたどる。三国の若き王子・王女たち、そしてソニンは、この無益な戦を終わらせるために、それぞれが重大な決断を下すのだった。

## 登場人物

### 沙維の登場人物
ソニン
天山の巫女だった少女。物語開始時の年齢は12歳。先代の大巫女に見いだされ、生まれたその日に両親から天山に引き取られた。長年巫女としての修行を積んできたが、「夢見」の能力を自在に操れず、大巫女から「見込み違い」だったと見なされ、下界の実家に返されることになった。実家に戻ってから数ヶ月後、ソニンの村に王子たちの一行が立ち寄り、末の王子イウォルと知り合う。ふとしたきっかけで口のきけない彼の手を触れることで、その心の声を聞くことができることが分かり、彼の侍女として王宮に勤めることになる。物語の中で、王宮や隣国江南・巨山で起きたいくつもの事件を直接間接に解決した結果、主人であるイウォル王子はもちろん、パロル国王やサウォル王子、さらには国外のクワン王子やイェラ王女たちからも信頼を得ている。
容姿は平凡で才走ったところもなく、愚鈍にさえ思われることもあるが、実際には思慮深く堅実で、洞察力が深く、周囲の評判に惑わされず冷静に物事を判断することができる。ただ生まれてまもなく天山に引き取られ、巫女として欲望や感情にとらわれて生きることを禁じられてきたことから、下界で暮らす人々の悪意や嫉妬に疎いところがある。また、普通の人のように自分の欲しいものやなりたいものを明確に思い浮かべることができない。そのため友人のミンやイウォル王子が自分の目標を目指して努力する姿を見て羨しく思う時がある。
ソニンの夢見の能力は、下界に降りてからは、睡眠中に偶然起きる程度ものとなっており、自分の意志で能力を発揮できたのは一度しかない。夢見でみた光景は、作中では事件解決の手がかりとなることが多いが、本人はそのような不確実な力を過信することなく、むしろ巫女の修行や下界で学んだ知識と経験に頼って生きていこうと考えている。薬や毒物に関して相当の知識を身につけている。また、ある経緯によって化粧にも詳しくなり、彼女の作る練り香や白粉は若い娘たちの間で人気だが、入手先がレンヒの残したメモであることから本人はあまり快く思っていない。
イウォル
沙維国の王子。物語開始時の年齢は15歳。7人兄弟の末の王子として生まれた上、生まれつき口がきけないことから、内向的な性格に育ち、兄弟の中で最も影の薄い存在として王宮でも民間でも軽んじられてきた。ソニンの住んでいた村に立ち寄った時、ふとしたきっかけで彼女と手を触れると自分の意思を伝えられることに気がつき、ソニンを自分の侍女として王宮に召し抱えることにする。
聡明で学問熱心な努力家であるが、当初は口がきけないことを気にしすぎるのと潔癖すぎる気性のせいで、自分から周囲との壁を作ってしまい、限られた少数の人にしか理解者がいなかった。ソニンの支えやクワン王子らとの交流を通して、次第に思慮深くなるとともに、周囲の人にも心を開くようになり、人間的に成長する。物語の中で沙維国の抱える難題をいくつも解決したことから、現在では国内外での評判も大きくなりつつある。
ソニンの父
沙維国の貧しい農民。天山から「見込み違い」で戻されたソニンを温かく迎え入れた。謙虚な人柄で、ソニンが王宮に仕えることになった時には、王子の侍女という身分をかさに着て増長しないようにと彼女を諭している。もとは江南の国境近くの出身で、若い頃は船乗りになりたかったが、最初の航海で挫折した。その時の経験から、いささか変わった人生観を持っている。
ユナ
ソニンの姉で、物語開始時の年齢は17歳。村一番の美人との評判。妹のソニンを心から愛している一方、天山の巫女として育てられ、普通の子供のような他愛のない欲や望みすらも持てずにいる彼女のことをとても気にしている。
ミン
村の川辺に住む少女。物語開始時の年齢は12歳。ホイという年の離れた弟がいる。下界に戻ったソニンの初めての親友となる。背が高く目はややきつめで、気が強く口調もいささか乱暴だが、しっかりものでソニンのことを心から大切に思っている。父親が働かず家が貧しいため勉強がしたくてもできなかったが、ソニンから本を譲られて勉強するようになる。頭がよく、教えられたことはすぐ飲み込んでしまう。
第2巻で父親に娼婦として売り飛ばされそうになり、家を逃げ出して城下の居酒屋『鶴亀亭』で働くことになる。勘の良さと真面目な働きぶりから、店の女将に信頼されている。いつか暖簾分けしてもらい、自分の店を持つことを夢見ている。
沙維王
イウォル王子たちの父。長年堅実な治世を続けてきたが、巨山の江南侵略と王宮内での陰謀によって体調を崩し、第1巻の終わりで王位を長男のパロル王子に譲って引退する。
ヤンジン
沙維王の弟。年齢は50歳前後の恰幅のいい男性。兄王と違い幼少から素行が悪く、王宮内での評判は芳しくない。
レンヒ
王弟ヤンジンの妃。艶やかで儚げな美女であり、30代過ぎという実際の年齢よりもはるかに若く見える。粗暴な夫のヤンジンにまめまめしく仕え、他人への物腰もとても柔らかいことから、国王をはじめ王宮内での評判はいいが、イウォル王子には好かれていない。第1巻の後半で重大な秘密が隠されていたことが明らかになり、ソニンの人生に大きな影響を与えることになる。名前を次々と変えており、本名はレン。
そのため、全ての偽名にレンが入っている。
イルギ
国王直属の武官。年齢は20代半ば。もとは捨て子で王立の孤児院「雛の家」で育った。職務に忠実で沙維王の強い信頼を得て、異例の抜擢を受けた。角張った顔、細い目、太い鼻という無骨な容貌の持ち主だが、実直な性格で周囲に流されない強さがある。
パロル
沙維国の第1王子。第1巻の後、老齢の父王から王位を譲られ、30歳で即位する。慈悲深く公正な人柄で国民の人気はあるが、国内外で山積する難題に苦慮している。
サウォル
沙維国の第2王子。兄弟の中で最も母親似の美しい容姿をした貴公子で、幼い頃母親と死別したイウォル王子に慕われている。駆け引きや弁舌に巧みで、兄のパロル王の即位後は、外交上の交渉を担当する場面が多い。許嫁である侍女のファジャン（後に結婚）もソニンと親しいことから、兄王子たちの中で最もソニンのことを目にかけている。
サンサ
「森の民」のナム族の老女。年齢は80近く。同じくナム族出身だった前王妃の頼みから、イウォル王子の乳母として王宮に仕えたことがある。かつてはソニン同様、イウォル王子の手を触れることで王子の声を聞くことができた。

### 天山の登場人物
大巫女
天山の巫女たちの長。物語開始時の年齢は102歳。老齢で身動きできず、目も見えず耳も聞こえなくなっているが、巫女としての能力によって地上で起きるあらゆる物事を見通し、わずかながら人の運命も予見できるといわれている。
ノア
天山の巫女の1人。物語開始時の年齢は32歳。生まれたばかりのソニンを引き取り、彼女の母親代わりを務めてきた。
ナジャ
ソニンと同世代の巫女。ソニンより半年上。天山ではソニンと仲良く一緒に暮らしていた。
ミレ
ソニンと同世代の巫女。ソニンより2歳下。天山ではソニンと仲良く一緒に暮らしていた。
ヨンヒ
天山の巫女の1人。ノアより少し年上。
ナギ
天山の巫女の1人。本作では文章中に一度登場するのみ。

### 江南の登場人物
クワン
江南国の第2王子。初登場時の年齢は27歳。背が高くすらりとした体格と人を惹きつける華やかな容貌から、しばしば「孔雀」に喩えられる。隣国沙維では遊び好きのうつけ者という噂が流れていたが、江南が巨山の侵略を受けると、「海の民」の水軍を率いて敵を撃退し評価を一転させた。直後に沙維を訪れ、その美貌でたちどころに若い女性たちの間で人気者となる。
海竜商会の有力者の妹リンセの子として生まれ、幼少の頃は母の郷里の漁村で育てられた。側室の子であるため、正妃であるミナ王妃に疎まれ、しばしば生命の危険を伴う任務を押しつけられるが、そのたびに鮮やかに解決し、民間での人気は王族の中で最も高い。武勇に優れるのみならず、不満分子のもとに自ら乗り込んで彼らを説得するなど、政治手腕も極めて高い。
多くの人の心を惹きつける強いカリスマ性の持ち主だが、その裏には自分の故郷を滅ぼしたミナ王妃とキノ一族への激しい憎しみが隠されており、それが彼の人格に暗い影を落としている。また、王族としての自身の地位や権力者に対して強い不信感があるため、時に激情に駆られ、王妃一派が滅びるなら自国が滅びてもかまわないと言わんばかりの自暴自棄な態度をとり、周囲に諫められることがある。
リアン
江南国の第6王女でクワン王子の同母妹。初登場時の年齢は15歳。幼い頃に重い熱病にかかり、知能に障害を持つ。兄のクワンと老いた乳母以外の者には心を許さず、しばしば暴れるのをなだめるのに甘いものを食べさせられ続けた結果、異様に肥満している。
セオ
江南国の王立学院出身の若者。クワン王子とは同郷の幼馴染で彼の腹心を務める。クワンの密命を受けて、国内外を偵察し貴重な情報を収集・分析するほか、さまざまな献策を行うなど大変な切れ者。クワン同様、故郷の村を滅ぼしたミナ王妃とキノ一族の打倒を心に誓い、その目的のためには手段を選ばない冷徹な一面がある。クワンに対しては絶大な忠誠心を抱く一方、時に王子としての立場を軽視するような投げやりな態度や権力に無頓着すぎる態度を取ることに、危なっかしさと歯がゆさを感じている。
江南王
クワン王子たちの父。もともと王位に即くはずであった兄王子を追い落として江南王に即位した。ミナ王妃とその実家であるキノ一族の専横を許し、戦災と天災に疲弊する国土に対して有効な対策を立てられないなど、政治手腕は決して高くない。
ミナ
江南王の王妃。国内を牛耳るキノ一族の当主の娘であり、第1王子ハヌルの母親。若い頃は絶世の美女と称えられたが、現在は肥満し顔には皺が現れている。クワン王子と彼の後ろ盾である海竜商会の存在を疎ましく思い、王を動かしてしばしばクワンに危険な任務を与えている。有力貴族の娘として幼い頃から人々にかしずかれて育ったため、自分の考えは必ず正しく、周囲の人間が自分の意を汲み取って動くのは当然だと思っている。
ハヌル
江南国の第1王子。初登場時の年齢は30歳。ミナ王妃の実子でクワン王子の2つ上の異母兄。病弱で王宮の外をほとんど出ず、政治の方面でも自らの力で業績を上げたことがないため、民間での評判はクワン王子に及ばない。決して悪意ある人物ではないが、母親のミナ王妃に溺愛され何不自由なく育ったため、父母の言動を疑わず、国内の矛盾にもまったく気づかない鈍感な人物となってしまっている。
ヘス
キノ一族の末端に連なる男。ミナ王妃の意を受け、クワン王子の失脚をたくらむ。
テジク
江南国の大臣の1人。王宮でも五本の指に入るという実力者で多くの荘園を抱えている有力な地主でもある。クワン王子の優れた資質を早くから評価する一方、キノ一族との関係とクワンの為人に対する不安から中立の立場をとっていた。ソニンやイウォル王子との交流を通してクワンが変わったことを感じ取り、彼への好意を強くするようになる。

### 巨山の登場人物
巨山王
堂々とした体躯と貫禄をそなえた壮年の偉丈夫。家畜を害する狼を全滅させるとの言葉通り、国内の狼を全滅させたことから、「狼殺しの王」の異名を持つ。文武に有能で決断力があり、人柄も気さくで闊達と国内外での評判も高い。実際には自分の能力を過信するあまり、他人の意見に耳を貸さず、しばしば強引な政策を押し通して無駄に国力を損ねているのだが、そのことが逆に実行力があると見なされ、国民の支持を集めることにもなっている。また、自分の政策に適応できず脱落する者や、従わない者たちを平気で切り捨て弾圧していく酷薄な面もある。
イェラ
巨山王の一人娘。初登場時の年齢は15歳。美しいが長身で眉が太く切れ長の目、高い鼻としっかりしたあごの持ち主で、実際の年齢よりも大人びた印象と父王ゆずりの威厳がある。男勝りの気性で歌舞音曲よりも乗馬や武芸を好み、天文学をはじめとする学問にも熱心である。聡明だが非常に潔癖な面があり、愚鈍な者や権力者に追従する者を軽蔑し、周囲からは気むずかしい王女として畏怖されている。基本的には剛直な性格だが、目的のために自らを抑えることや、状況に応じて当初の方針を撤回することができるなど、父王に比べはるかに柔軟な思考を持つ。
父である巨山王を尊敬していたが、王の政策によって無情に切り捨てられてゆく民の存在を知り、次第にそのやり方に疑問を感じるようになる。現在は父王に従順を装いつつ、彼によって切り捨てられてゆく民たちの権利を守るため、国内外での自勢力の拡大を秘かに画策しており、父と対決して政治の実権を奪うことをも辞さない覚悟でいる。
ムサ
イェラ王女が飼っている愛犬。白い毛並みを持ち、子馬ほどの大きさがある。幼少の頃からイェラと一緒に育ち、彼女が唯一心を許せる存在である。イェラが遠乗りするときには必ず一緒に付き従う。非常に賢くイェラのさまざまな指示を忠実にこなす。

## 用語
天山の巫女
沙維国の北部にある高山「天山」の中腹に住む巫女たちを指す。大巫女と呼ばれる最長老の巫女を頂点にして、10数人の巫女が共同して自給自足に近い生活を暮らしている。「夢見」という特殊な能力を用いて、下界のさまざまな場所を見ることができ、下界の民たちにその年の気候や天災の予兆など貴重な情報を教える。巫女たちは強い感情や欲に動かされないように教育を受けて育つため、歌や勝負事などは固く禁じられている。天山に登った巫女たちは大抵そこで一生を過ごすことになるが、まれにソニンのように、「見込み違い」などの理由で下界に戻されるものもいる。
夢見
天山の巫女たちが操る特殊な能力。特殊な香の力によって魂を遠くへ飛ばし、下界のさまざまな場所を見ることができる。ただし夢見の能力自体は、あくまでもその土地の様子を見るだけのものにすぎない。従って、未来を予知するためには、夢見で得られた情報を分析する知識や思考能力が必要となる。また、時に自らの肉体に自力で戻れなくなる危険があるため、巫女たちは普段からいかなる時でも冷静でいられるよう訓練を受けるとともに、必ず2人以上で夢見を行うと定められている。
海竜商会
「海の民」と呼ばれる江南国の船乗りたちによって組織された商会。以前は無法集団と化しており、解体の危機にさらされたこともあったが、30数年前、7人の有力者が組織を立て直し、以後は貧しい人々や漁師なども傘下に加え、商業や漁業などにまで事業を拡張している。江南の利権の大半を独占するキノ一族からは快く思われていないが、商会自身が組織内の秩序を厳しく監視していることや江南王への挨拶や献上品を怠らないことから、つけいる隙を見いだせずにいる。クワン王子の母親リンセは、7人の有力者の一番若い男の妹であり、その縁から海竜商会は王宮で孤立するクワン王子の最大の後ろ盾となっている。
森の民
沙維と巨山の国境に住む狩猟の民。定住せず、最低限の持ち物で山間部を移動して生活している。平地の人間たちには未開の民と蔑まれているが、実際には独自の高度な文化を持っている。巨山では「狼殺しの王」の政策によって荒れ地に強制移住させられるなど、過酷な迫害を受けており、反乱の火種がくすぶっている。
沙維（サイ）
半島の東南部に位置し、主人公のソニンたちが住む国である。気候は安定し肥沃な平野が国土の大半を占め、農作物は豊かであるが、これといった特産物はない。歴代の国王が平穏な治世を重ねてきたおかげで、内政面はおおむね安定しているが、巨山による江南侵略と王宮内での陰謀により、江南・巨山との間に外交上の不信を招く事態が生じている。第1巻の終わりで王が退位し、長男のパロル王子が新しい王として即位している。
江南（カンナム）
半島の西南部に位置する国。南風と暖流がもたらす温暖な気候から海産物をはじめさまざまな物産に富む。海運業と外国との交易が盛んで、独特の異国趣味溢れる華麗な文物は、他国の羨望の的となっている。その一方で貧富の差は激しく、外戚であるキノ一族が国内の利権の大半を独占し、彼らによる専横が甚だしいなど、大きな社会矛盾を抱えている。巨山の侵略によって国土の大半を蹂躙された上、大嵐の被害にも見舞われるなど、現在国力は大きく疲弊している。
巨山（コザン）
半島の北半分を占める国。1年の半分を雪に覆われるなど気候は寒冷で、国土は山森と草原が大半を占め、風土条件は厳しいが、鉱物資源が豊かで、3国の中では最も進んだ技術と最大の国力を誇る。国民は勤勉で、平均的な教育水準も高いが、他の2国をしばしば見下すところがある。現在の巨山王は文武に有能かつ決断力に富むとの評判で、国民の大多数から支持されているが、実際には強引な政策を重ね、目に見えないところで国力を損ねている。江南征服の遠征では、一時は国土の大半を占領することに成功するものの、「海の民」の頑強な抵抗と沙維国の援軍に阻まれ、結局は全軍撤退に追い込まれた。また、多くの国民が知らない水面下で、「森の民」と呼ばれる狩猟の民への過酷な迫害が行われている。

## 既刊一覧

### 小説
- 菅野雪虫（著）、講談社、全7巻
  - 『天山の巫女ソニン1 黄金の燕』2006年6月13日発売[2]、ISBN 4-06-213423-3
  - 『天山の巫女ソニン2 海の孔雀』2007年2月27日発売[4]、ISBN 978-4-06-213833-8
  - 『天山の巫女ソニン3 朱烏の星』2008年2月15日発売[5]、ISBN 978-4-06-214485-8
  - 『天山の巫女ソニン4 夢の白鷺』2008年11月27日発売[6]、ISBN 978-4-06-215081-1
  - 『天山の巫女ソニン5 大地の翼』2009年6月27日発売[7]、ISBN 978-4-06-215520-5
  - 『天山の巫女ソニン 巨山外伝 予言の娘』2012年3月30日発売[8]、ISBN 978-4-06-217568-5
  - 『天山の巫女ソニン 江南外伝 海竜の子』2013年2月26日発売[9]、ISBN 978-4-06-218165-5
- 菅野雪虫（著） / 釣巻和（イラスト）、講談社〈講談社ノベルス〉、全5巻
  - 『天山の巫女ソニン1 黄金の燕』2011年9月8日発売[10]、ISBN 978-4-06-182796-7
  - 『天山の巫女ソニン2 海の孔雀』2012年3月8日発売[11]、ISBN 978-4-06-182820-9
  - 『天山の巫女ソニン3 朱烏の星』2013年3月8日発売[12]、ISBN 978-4-06-182865-0
  - 『天山の巫女ソニン4 夢の白鷺』2014年3月7日発売[13]、ISBN 978-4-06-299010-3
  - 『天山の巫女ソニン5 大地の翼』2015年3月6日発売[14]、ISBN 978-4-06-299043-1
- 菅野雪虫（著）、講談社〈講談社文庫〉、全7巻
  - 『天山の巫女ソニン1 黄金の燕』2013年9月13日発売[15]、ISBN 978-4-06-277588-5
  - 『天山の巫女ソニン2 海の孔雀』2013年11月15日発売[16]、ISBN 978-4-06-277589-2
  - 『天山の巫女ソニン3 朱烏の星』2014年3月14日発売[17]、ISBN 978-4-06-277590-8
  - 『天山の巫女ソニン4 夢の白鷺』2015年3月13日発売[18]、ISBN 978-4-06-293060-4
  - 『天山の巫女ソニン5 大地の翼』2016年3月15日発売[19]、ISBN 978-4-06-293344-5
  - 『天山の巫女ソニン 巨山外伝 予言の娘』2022年11月15日発売[20]、ISBN 978-4-06-529889-3
  - 『天山の巫女ソニン 江南外伝 海竜の子』2022年11月15日発売[21]、ISBN 978-4-06-529890-9

### 漫画
- 菅野雪虫（原作） / 都月七弥（作画） 『天山の巫女ソニン～落ちこぼれの巫女が王宮に入って国を救った上に王子たちに愛されてます～』 講談社〈KCx〉、全3巻
  1. 2022年6月30日発売[22]、ISBN 978-4-06-528235-9
  2. 2023年1月30日発売[23]、ISBN 978-4-06-530016-9
  3. 2023年7月28日発売[24]、ISBN 978-4-06-532089-1